# Ignacio J. Pérez Arriaga
Ignacio J. Pérez Arriaga (Madrid, 1948) es un ingeniero electromecánico de España, profesor de Ingeniería, Economía y Regulación del Sector Eléctrico, en el Massachusetts Institute of Technology-MIT (EE.UU) y en la Universidad Pontificia Comillas. Es académico de número de la Real Academia de Ingeniería.
Sus contribuciones cubren un amplio espectro de la investigación en el campo de los sistemas de energía eléctrica. Comenzó estudiando el análisis dinámico de sistemas eléctricos de potencia en el inicio de su carrera académica y en la actualidad es experto en economía y regulación de la industria de la energía. Otros de sus campos de estudio ha sido el desarrollo de modelos computacionales de apoyo a la operación y planificación de sistemas eléctricos.

## Experiencia
Ignacio J. Pérez Arriaga es Ingeniero electromecánico del ICAI (Universidad Pontificia Comillas), Doctor Ingeniero industrial por la Universidad Politécnica de Madrid, y PhD y Master of Science en Ingeniería eléctrica por el MIT en 1978 y 1981 respectivamente.
Tras completar su doctorado en el MIT, Pérez Arriaga regresó a su país como profesor en la Escuela Técnica Superior de Ingeniería ICAI. En 1984 fundó el Instituto de Investigación Tecnológica de la Universidad Pontificia Comillas, del que fue director hasta el año 1994, puesto que abandonó para ser Vicerrector de Investigación en la Universidad.
En 2009 retorna al MIT donde, entre otras actividades, es profesor del curso “Ingeniería, Economía y Regulación del Sector Eléctrico”. Desde entonces compatibiliza sus actividades en ambas universidades con la Dirección del Curso de Formación de Reguladores en la Florence School of Regulation del European University Institute.
Además de su labor académica, Pérez Arriaga ha jugado un papel muy activo en el proceso de liberalización del sector de energía eléctrica. Ha participado en el proceso de implantación del mercado interior de la electricidad en la Unión Europea, siendo uno de los precursores del Foro de Regulación Eléctrica de la Comisión Europea; y también en el contexto latinoamericano, donde fue presidente del Consejo Asesor del Mercado Eléctrico Centroamericano hasta 2005. Ha sido Vocal de la Comisión Nacional del Sector Eléctrico (1995-2000) (que luego se llamó Comisión Nacional de Energía (España)) y posteriormente Miembro Independiente del Comité Regulador del Mercado Eléctrico Único de Irlanda (2007-2012).
En la actualidad, es miembro del Tribunal de Apelación de la Agency for the Cooperation of Energy Regulators (ACER) de la Comisión Europea, editor del quinto Informe de Evaluación del Intergovernmental Panel on Climate Change (IPCC) y Director de la Cátedra BP de Energía y Sostenibilidad. También es cofundador y presidente de la ONG Aula de Solidaridad.
Ignacio Pérez Arriaga ha realizado actividades de consultoría para gobiernos, instituciones reguladoras, instituciones internacionales, empresas y ONG por el desarrollo en más de 30 países.

## Contribuciones académicas relevantes
La actividad investigadora del Pérez Arriaga se ha centrado en el análisis de sistemas de energía eléctrica, pero no se ha focalizado en esta única área. Sus áreas de interés han sido el modelado, control y análisis de estabilidad de sistemas eléctricos de potencia; la optimización, con ayuda de ordenador, del diseño de máquinas eléctricas y otros equipos industriales; el desarrollo de sistemas expertos con aplicación al diseño y a la detección de fallos incipientes en sistemas industriales complejos y a la ingeniería de fiabilidad; la optimización de la operación y planificación de la generación, transporte y distribución de electricidad; la regulación del sector eléctrico y más recientemente la sostenibilidad energética y el acceso universal a la energía.

### Control y análisis de estabilidad de sistemas eléctricos de potencia.
Sus contribuciones en el campo de la energía eléctrica arrancan con la realización de su tesis doctoral en el MIT bajo la dirección del Prof. Fred Schweppe, con la formulación de una nueva técnica de análisis dinámico de pequeña perturbación conocida como Análisis Modal Selectivo. Este método analítico permite abordar la resolución de problemas lineales complejos de sistemas dinámicos de gran tamaño (análisis de estabilidad dinámica o estudios de estabilidad transitoria) mediante la aplicación de técnicas de reducción que permiten extraer la información cuantitativa y cualitativamente relevante. Este método fue posteriormente aplicado para la resolución de diferentes problemas de estabilidad y control de sistemas eléctricos de potencia, tales como el análisis y control multi-área de estabilidad, resonancia sub-síncrona y oscilaciones de pequeña perturbación.

### Diseño de modelos para sistemas eléctricos y aplicaciones industriales.
A continuación, su actividad investigadora se centró en el desarrollo de nuevos algoritmos y metodologías de diseño de modelos de apoyo a la operación y planificación de sistemas de energía eléctrica. Entre otras contribuciones, desarrolló modelos pioneros de cálculo computacional de precios spot en mercados eléctricos interconectados y técnicas de descomposición para resolver problemas de optimización de energía reactiva. Asimismo en este período realizó contribuciones a la optimización para el diseño de máquinas eléctricas y otros equipos industriales; el desarrollo de sistemas expertos con aplicación al diseño y a la detección de fallos incipientes en sistemas industriales complejos; y a la ingeniería de fiabilidad.

### Economía y regulación de sistemas y mercados eléctricos.
A principios de los noventa, en el contexto de la reforma del sector eléctrico argentino, comenzó a trabajar en el análisis y diseño de mejores prácticas para remunerar los servicios de transmisión, formulando el principio consistente en que los costes de los servicios de red deben asignarse a los beneficiarios de los mismos. Desde entonces ha dedicado la mayor parte de su actividad a la regulación del sector eléctrico.
Continuó los trabajos pioneros de su mentor el Prof. Fred Schweppe aplicando la teoría marginalista a sistemas eléctricos. En el lado de la generación, formuló las bases de la aplicación de los principios marginalistas al problema de la generación incluyendo las restricciones de operación y planificación, identificando las razones por las cuales la remuneración marginalista no siempre permite la recuperación de los costes de capital. En el caso de la transmisión, demostró por qué los precios marginales no permiten la total recuperación de los costes de red.
Posteriormente, contribuyó de manera fundamental al problema de la garantía del suministro diseñando, en el contexto de la reforma de los pagos por capacidad en Colombia en 1999, el mecanismo de opciones de fiabilidad. Este es la base del mecanismo de subastas de capacidad posteriormente implantado en Colombia y en New England.
Además, ha contribuido intensamente al diseño regulatorio de mercados regionales de electricidad, tanto en Centroamérica como en la Unión Europea, así como al diseño de tarifas eléctricas.
En el año 2013 Pérez Arriaga editó el libro Regulation of the Power Sector (Springer-Verlag), utilizado como libro de texto de referencia tanto en su curso del MIT como en el programa anual de formación de reguladores de energía de la Florence School of Regulation.
En la actualidad es Investigador Principal del Comillas University - Massachusetts Institute of Technology Electricity Systems Program. Sus intereses en estos momentos se centran en el análisis de la sostenibilidad del modelo energético global y el acceso universal a la energía, como por ejemplo la regulación de la electrificación de áreas rurales aisladas.

## Artículos
El Prof. Pérez-Arriaga ha dirigido más de 25 tesis doctorales y más de cien tesis de máster. Ha editado tres libros y escrito más de doscientos artículos científicos.
Entre sus publicaciones pueden destacarse:
- "Selective Modal Analysis with Application to Electric Power Systems, Part I: Heuristic Introduction", IEEE Transactions on Power Apparatus and Systems, Vol. PAS-101, no.9, September 1982, pp. 3117-3125 (coautores: G.C. Verghese and F.C. Schweppe).
- "JUANAC: A model for computation of spot prices in interconnected power systems", 10th PSCC Conference, Graz. Austria, Aug. 1989 (coautores: M. Rivier and G. Luengo).
- "A security constrained decomposition approach to optimal reactive power planning", IEEE Transactions on Power Systems, vol. 6, no. 2, August 1991, pp. 1069-1076 (coautores: T. Gómez, J. Lumbreras and V.M. Parra).
- "On sensitivities, Residues and Participations. Applications to Oscillatory Stability Analysis and Control", IEEE Transactions on Power Systems, vol. PWRS-4, no. 1, February 1989, pp. 278-285 (coautores: F. Luis Pagola, George C. Verghese).
- "Multi-area analysis of small signal stability in large electric power systems by SMA", IEEE Transactions on Power Systems. vol. PWRS 8, no. 3, pp. 1257-1265, agosto de 1993 (coautores: F. L. Rouco).
- ”Wholesale marginal prices in competitive generation markets”, IEEE Transactions on Power Systems, May 1997, vol. 12, no. 2. (Coautora: Claudia Meseguer Velasco).
- "Marginal pricing of transmission services: an analysis of cost recovery," IEEE Transactions on Power Systems, vol. 10, no. 1, pp. 546-553, Feb 1995 (coautores: F. J. Rubio, J. F. Puerta, J. Arceluz, J. Marin).
- “A market approach to long-term security of supply”, IEEE Transactions on Power Systems, vol. 17, No. 2, pp. 349-357, May 2002 (coautores: C. Vázquez, M Rivier).